# Bang Bang Bang (bài hát của Big Bang)
"Bang Bang Bang" (Tiếng Triều Tiên: 뱅뱅뱅), là đĩa đơn của ban nhạc Hàn Quốc Big Bang và được phát hành dưới dạng kĩ thuật số vào ngày 1 tháng 6 năm 2015 bởi hãng thu âm YG Entertainment. Bài hát nằm trong album đĩa đơn A thuộc album phòng thu tiếng Hàn thứ ba MADE.

## Bối cảnh
Vào ngày 27 tháng 5 năm 2015, áp phích quảng bá cho "Bang Bang Bang" được công bố bởi YG Entertainment. Chủ tịch Yang Hyun Suk khẳng định đây là "thứ âm nhạc mạnh mẽ nhất từ trước đến nay" của Big Bang.

## Diễn biến xếp hạng
"Bang Bang Bang" là bài hát có doanh số tuần đầu tiên cao nhất từ đầu năm 2015 tại Hàn Quốc, tiêu thụ 339.856 bản kĩ thuật số. và đạt vị trí quán quân trên Gaon Digital Chart. "Bang Bang Bang" cũng giữ vị trí quán quân trên bảng xếp hạng kỹ thuật số của Gaon với doanh số 681.111 bản kĩ thuật số và trên 26,4 triệu lượt stream. Bài hát đạt cột mốc một triệu bản vào ngày 13 tháng 8.
Bài hát cũng giữ vị trí số một trên World Digital Songs, giúp Big Bang cân bằng kỉ lục của PSY cho khi là những nghệ sĩ K-pop duy nhất hai lần giữ hai vị trí đầu trên World Digital Songs.
Tại Pháp "Bang Bang Bang" ra mắt ở vị trí thứ 194 và trở thành nghệ sĩ nam K-pop đầu tiên có mặt trên một bảng xếp hạng đĩa đơn của Pháp.

## Ý kiến đón nhận
"Bang Bang Bang" nhận được nhiều ý kiến tích cực từ giới phê bình âm nhạc. Fuse khen ngợi video âm nhạc của "Bang Bang Bang", "một sản phẩm hàng đầu, các chàng trai nhảy múa với vẻ ngoài, kiểu tóc và thời trang hoang dại trong một thế giới đầy màu sắc và âm thanh". Billboard gọi "Bang Bang Bang" là "banger" và đánh giá cao thời trang của nhóm. Korean Star dùng từ "cơn lốc" để miêu tả bài hát và Big Bang thực sự đã trở lại mạnh mẽ hơn mong đợi.

## Video âm nhạc
Video âm nhạc của "Bang Bang Bang" được biên đạo bởi Parris Goebel, người từng thực hiện video "Ringa Linga" của Taeyang và "Good Boy". Video do Seo Hyun Seung đạo diễn, người từng đạo diễn cho "Fantastic Baby" và "Bae Bae". Video nhận được danh hiệu video K-Pop được xem nhiều nhất tại Hoa Kỳ vào tháng 6 của Billboard.

## Xếp hạng
| Bảng xếp hạng (2015)                                | Vị trí cao nhất |
| --------------------------------------------------- | --------------- |
| Hàn Quốc (Bảng xếp hạng đĩa đơn hàng tuần của Gaon) | 1               |
| Hàn Quốc (Gaon Monthly Single Chart)                | 1               |
| Hoa Kỳ (Billboard World Digital Songs)              | 1               |
| Hoa Kỳ (Billboard YouTube Chart)                    | 13              |
| Nhật Bản Hot 100 (Billboard)                        | 11              |
| Pháp (SNEP)                                         | 194             |

## Doanh số
| Bảng xếp hạng                       | Doanh số  |
| ----------------------------------- | --------- |
| Bảng xếp hạng Download của Hàn Quốc | 1.001.847 |
| Billboard World Digital Songs       | 11.000    |